# Filippo Fortin
Pour les articles homonymes, voir Fortin.
Filippo Fortin, né le 1er février 1989 à Venise, est un coureur cycliste professionnel italien.

## Biographie

### Carrière professionnelle

#### Felbermayr Simplon Wels
Pour la saison 2018, il rejoint les rangs de l'équipe continentale autrichienne Felbermayr Simplon Wels dont le directeur général, Daniel Repitz, se félicite d'avoir signé un coureur de haut niveau. Il débute sous ses nouvelles couleurs en Croatie sur le GP Laguna Porec avec une huitième place à la clé. Son calendrier est majoritairement composé de courses de catégorie 2 de l'UCI Europe Tour. Un niveau où il se distingue aisément, décrochant deux tops 10 sur des étapes du Tour d'Antalya en février puis sur le Istrian Spring Trophy en mars, notamment deuxième de la dernière étape remportée par Emīls Liepiņš. La semaine suivante, il est privé de la victoire par Giovanni Lonardi sur La Popolarissima. Ce n'est que partie remise, ouvrant son compteur sur le GP Adria Mobil. Il participe en France au Circuit des Ardennes International avec deux nouveaux tops 10 à la clé. Il enchaîne par le Tour des Alpes, course de catégorie HC, la plus relevée de son calendrier, mais sur un terrain de jeu qui n'est pas à sa convenance. Il y épaule son coéquipier Riccardo Zoidl, 16e du classement général. 
Il connait une période fastueuse en mai, vainqueur d'étape sur le Rhône-Alpes Isère Tour (7e également du général), puis sur la Flèche du Sud avec trois autres tops 5 d'étape à la clé et une deuxième place au classement par points. Sur les trois jours d'A Travers Les Hauts de France, il ne sort pas du top 15 (3e, 13e, 7e). En juin, il remporte une étape sur le Szlakiem Walk Majora Hubala puis sur le Tour de Haute-Autriche où son équipe réalise le doublé au général avec le succès de Stephan Rabitsch, suivi de Riccardo Zoidl. Il connait plus de difficultés à exister sur les routes escarpées du Tour d'Autriche où il se mue une nouvelle fois en coéquipier au service de Riccardo Zoidl (5e du général). 
Il connait une dernière fois le succès au mois d'août 2018 où il remporte la dernière étape du Tour de République tchèque devant Andrea Guardini et Frantisek Sisr. À la fin du mois, il monte sur le podium de Croatie-Slovénie. Il conclut sa saison sur le championnat du monde contre-la-montre par équipes, ayant lieu en Autriche. 

#### Cofidis
Le 28 août 2018, l'équipe continentale professionnelle française Cofidis annonce la signature de l'italien afin de renforcer son train en vue des sprints pour la saison 2019. Sa venue fait notamment suite à celle de Zico Waeytens, évoluant dans le même registre. 

#### Retour chez Felbermayr
Non conservé à l'issue de la saison 2019, il fait son retour en 2020 chez Felbermayr Simplon Wels et termine notamment deuxième du Grand Prix Antalya et du Grand Prix Kranj.

## Palmarès sur route

### Par années
| - 2009 - 2e du Mémorial Guido Zamperioli - 3e de la Coppa 1° Maggio - 2010 - Coppa Caduti Buscatesi - Circuito Casalnoceto - 2e du Trophée de la ville de Conegliano - 2e de la Coppa Città di Bozzolo - 3e du Circuito Guazzorese - 3e de l'Astico-Brenta - 2011 - 4e étape du Tour du Chili - Circuito di Sant'Urbano - Giro dei Tre Ponti - Grand Prix de Roncolevà - Notturna di Piombino Dese - Mémorial Denis Zanette - Circuito Città di San Donà - Circuito dell'Assunta - Gran Premio Fiera del Riso - Coppa San Vito - Coppa Mobilio Ponsacco - 2e de Vicence-Bionde - 2e du Gran Premio Ciclistico Arcade - 2e du Mémorial Guido Zamperioli - 2e de la Coppa Città di Bozzolo - 3e du Mémorial Polese - 6e du championnat du monde sur route espoirs - 2015 - 1re étape du Tour de Slovaquie - 2e du Grand Prix Adria Mobil - 2e de Croatie-Slovénie - 2016 - Grand Prix Adria Mobil - Belgrade-Banja Luka II - 1re et 5e étapes du Tour de Serbie - 3e de l'Umag Trophy | - 2017 - Grand Prix Izola - 1re étape du CCC Tour-Grody Piastowskie - Tour de Berne - 2e étape du Tour de Haute-Autriche - 2e de l'Umag Trophy - 2018 - Grand Prix Adria Mobil - 2e étape du Rhône-Alpes Isère Tour - 2e étape de la Flèche du Sud - 4e étape du Szlakiem Walk Majora Hubala - 2e étape du Tour de Haute-Autriche - 2e de La Popolarissima - 3e de Croatie-Slovénie - 2020 - 2e du Grand Prix Antalya - 2e du Grand Prix Kranj - 2021 - 1re étape de l'Istrian Spring Trophy - 2e du Trofej Umag-Umag Trophy - 2022 - 2e étape de Belgrade-Banja Luka - 2023 - 3e étape de Belgrade-Banja Luka - 1re étape du Tour d'Estonie - 1re étape du Tour de Bulgarie - In the footsteps of the Romans : - Classement général - 1re et 2e étapes - 2e du Grand Prix Adria Mobil - 3e du Baltic Chain Tour |  |

### Classements mondiaux
| Année                                 | 2009  | 2010 | 2011 | 2012 | 2013 | 2014 | 2015 | 2016 | 2017 | 2018 | 2019  | 2020 | 2021 | 2022  | 2023 | 2024  |
| ------------------------------------- | ----- | ---- | ---- | ---- | ---- | ---- | ---- | ---- | ---- | ---- | ----- | ---- | ---- | ----- | ---- | ----- |
| Classement mondial                    |       |      |      |      |      |      |      | 407e | 538e | 452e | 1420e | 414e | 855e | 1123e | 440e | 1400e |
| UCI Europe Tour                       | 1158e | nc   | 535e | 693e | nc   | 844e | 164e | 208e | 300e | 264e | 963e  | 338e | 660e | 795e  | nc   | nc    |
| UCI Asia Tour                         | nc    | nc   | nc   | 323e | 157e | 370e | nc   | nc   | nc   | nc   |       |      |      |       |      |       |
| UCI America Tour                      | nc    | nc   | 275e | nc   | nc   | nc   | nc   | nc   | nc   | nc   |       |      |      |       |      |       |
|                                       |       |      |      |      |      |      |      |      |      |      |       |      |      |       |      |       |
| Légende : nc = non classéSource : UCI |       |      |      |      |      |      |      |      |      |      |       |      |      |       |      |       |

## Palmarès sur piste
- 2007
  -  Champion d'Italie de poursuite par équipes juniors (avec Elia Viviani, Mario Sgrinzato et Mirko Tedeschi)
- 2011
  -  Champion d'Italie de poursuite par équipes (avec Omar Bertazzo, Matteo Montaguti et Giairo Ermeti)